# 共青城区 (伊万诺沃州)
共青城区（俄语：Комсомольский район）是俄罗斯联邦伊万诺沃州下辖的一个区，其行政中心为共青城。据2016年统计，该区的人口为20213人。